# Melanotaenia japenensis
Melanotaenia japenensis is een straalvinnige vissensoort uit de familie van de regenboogvissen (Melanotaeniidae). De wetenschappelijke naam van de soort is voor het eerst geldig gepubliceerd in 1980 door Allen & Cross.